# Torzym
Torzym (germană Sternberg in der Neumark) este un oraș în Polonia.